# Port de Fontvieille
Pour les articles homonymes, voir Port (homonymie) et Fontvieille (homonymie).
Le port de Fontvieille (monégasque : portu de Funtanaveya) est une marina-port de plaisance situé dans le quartier de Fontvieille de la principauté de Monaco, sur la route du bord de mer de la Riviera méditerranéenne de la Côte d'Azur. Fondé en 1973, le port est le deuxième de Monaco (sur les trois que compte la principauté avec le port Hercule et le port de Cala del Forte) en termes de capacité avec près de 275 places d'amarrage, sur environ 8 hectares,.

## Histoire
À la suite de la fondation de Marseille antique et du Vieux-Port de Marseille en 600 avant J.C, les Phocéens fondent un comptoir-emporion antique de commerce de la côte méditerranéenne au VIe siècle av. J.-C., sous le nom de Monoïkos (Monaco), avec entre autres Antipolis (Antibes), Aegitna (Cannes), Nikaia (Nice), et Athénopolis Massiliensium (probable Saint-Tropez)...

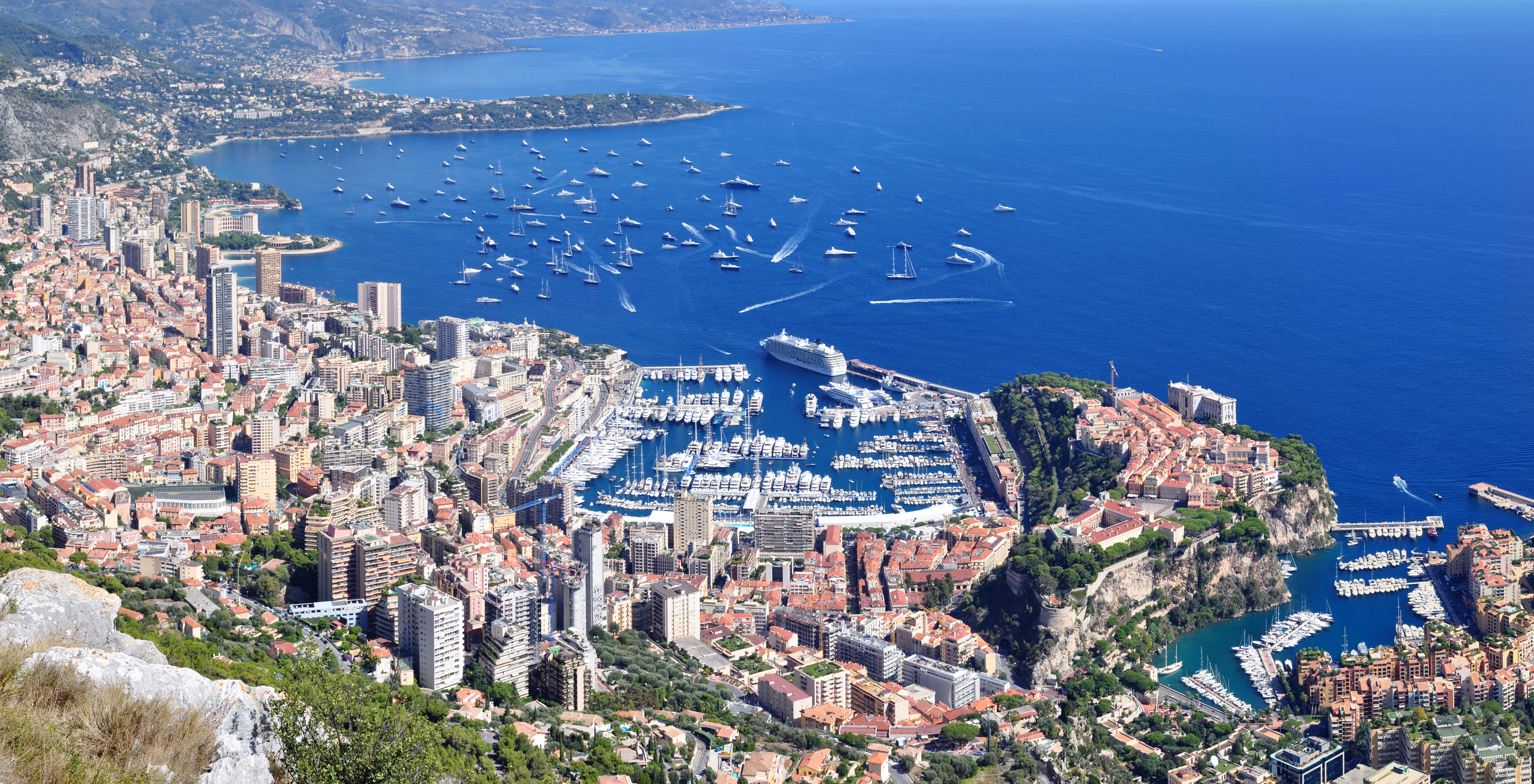
Port Hercule, Rocher de Monaco, et port de Fontvieille.
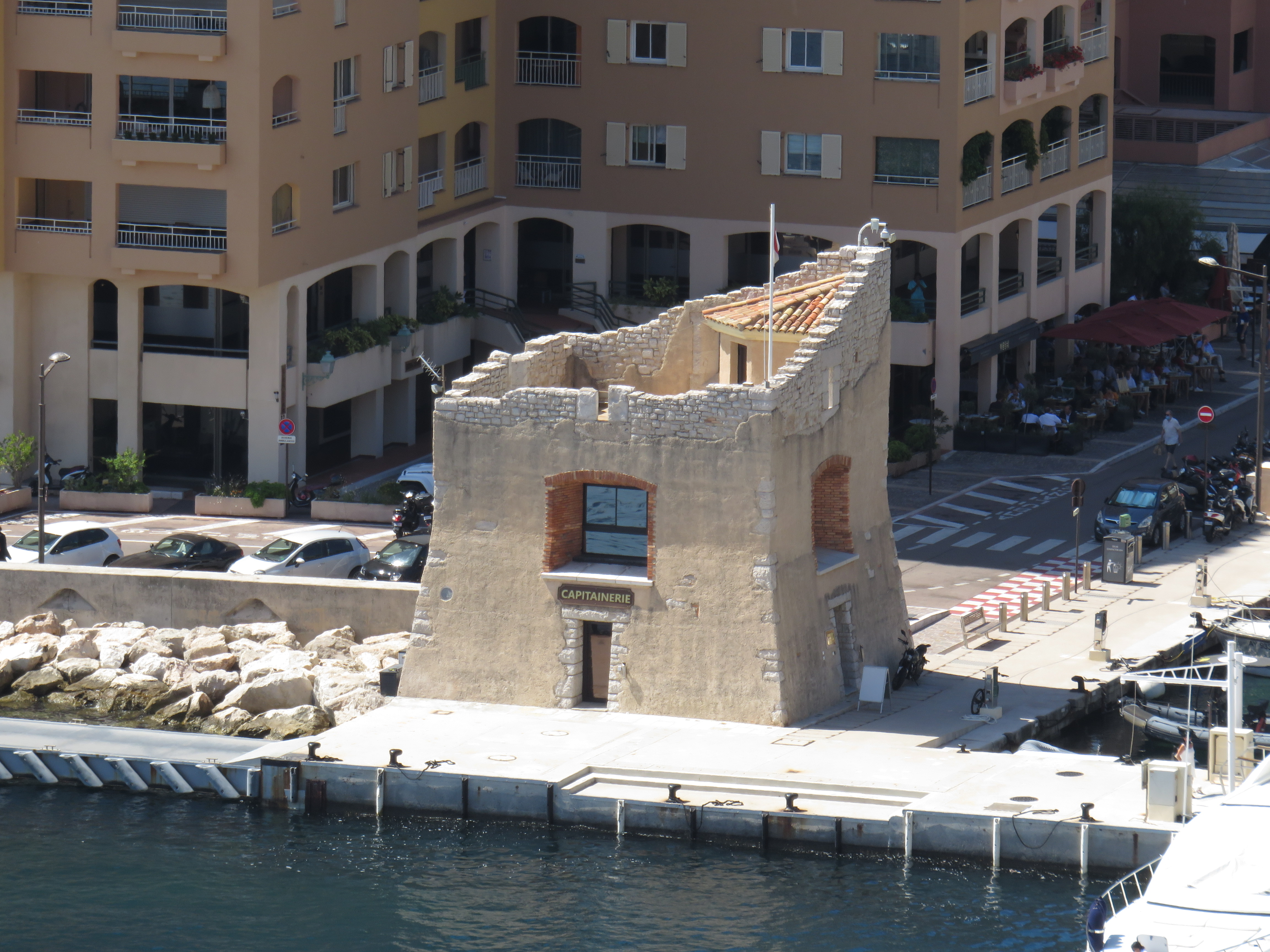
Capitainerie.

La principauté étend son territoire entre 1966 et 1973, entre le Rocher de Monaco et Cap-d'Ail, avec ce nouveau quartier de Fontvieille de 17 hectares gagnés sur la mer Méditerranée (étendu avec le temps à 33 hectares) construit sur près de 7,5 millions de m³ de remblai.

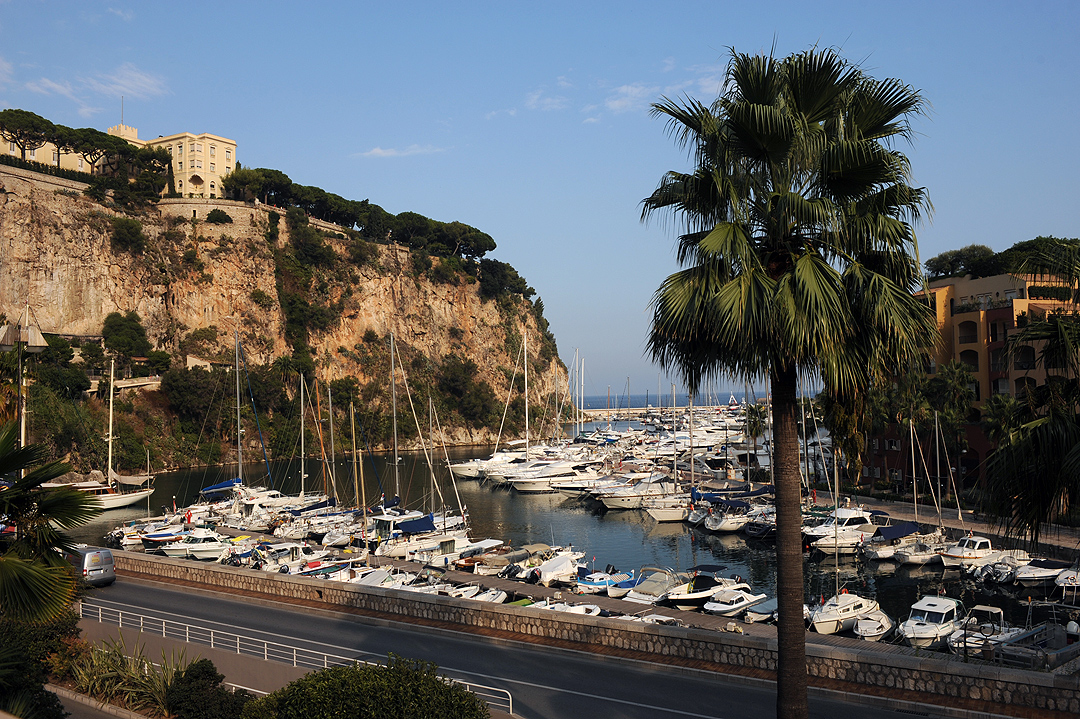
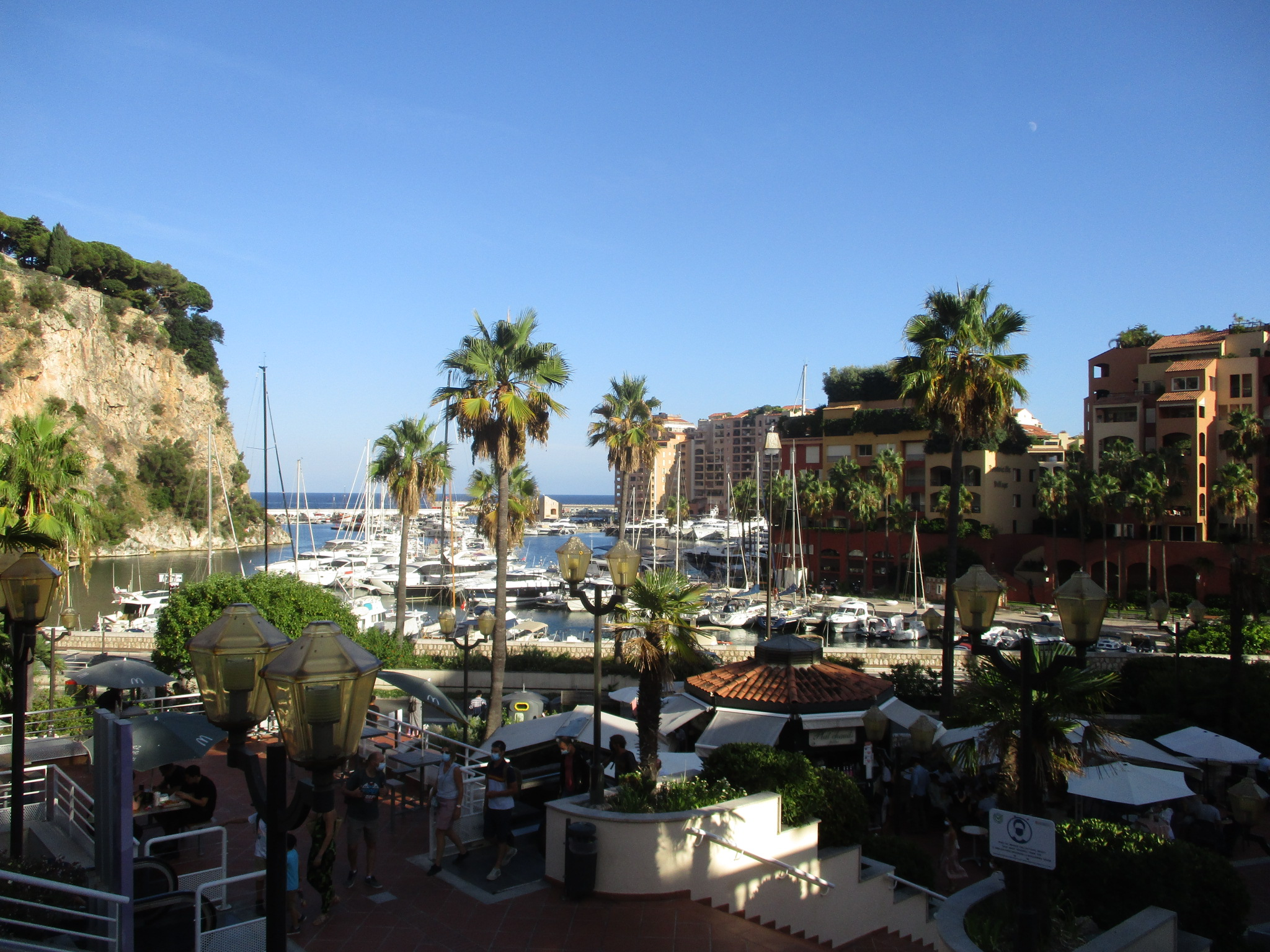
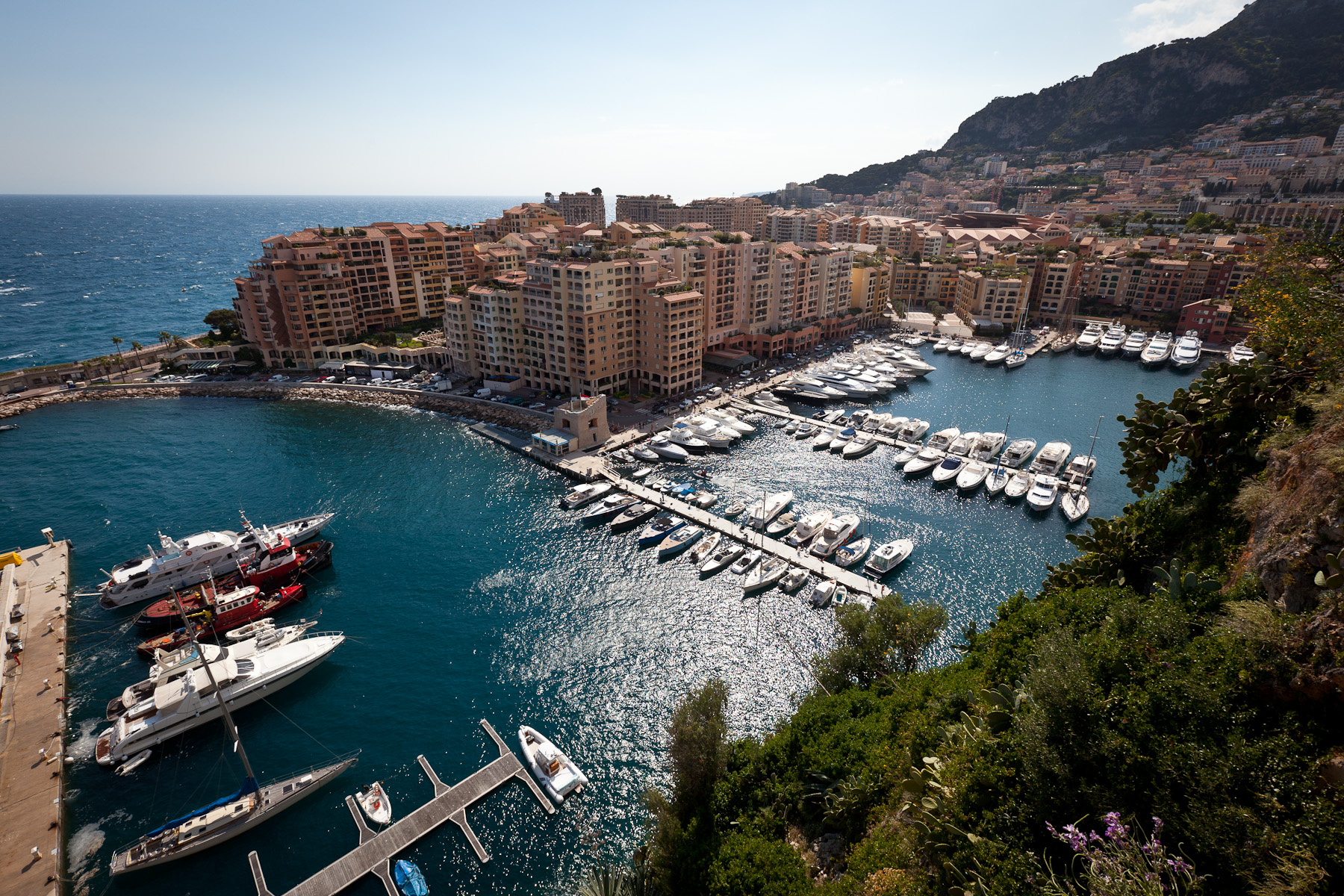

Cette marina-port de plaisance est alors créée sur 8 hectares, en même temps qu'un important programme immobilier et commercial, au pied des Rocher de Monaco, palais de Monaco, et musée océanographique de Monaco, proche du jardin Animalier de Monaco (en), stade Louis-II, héliport de Monaco, et musée Naval de Monaco (en),…

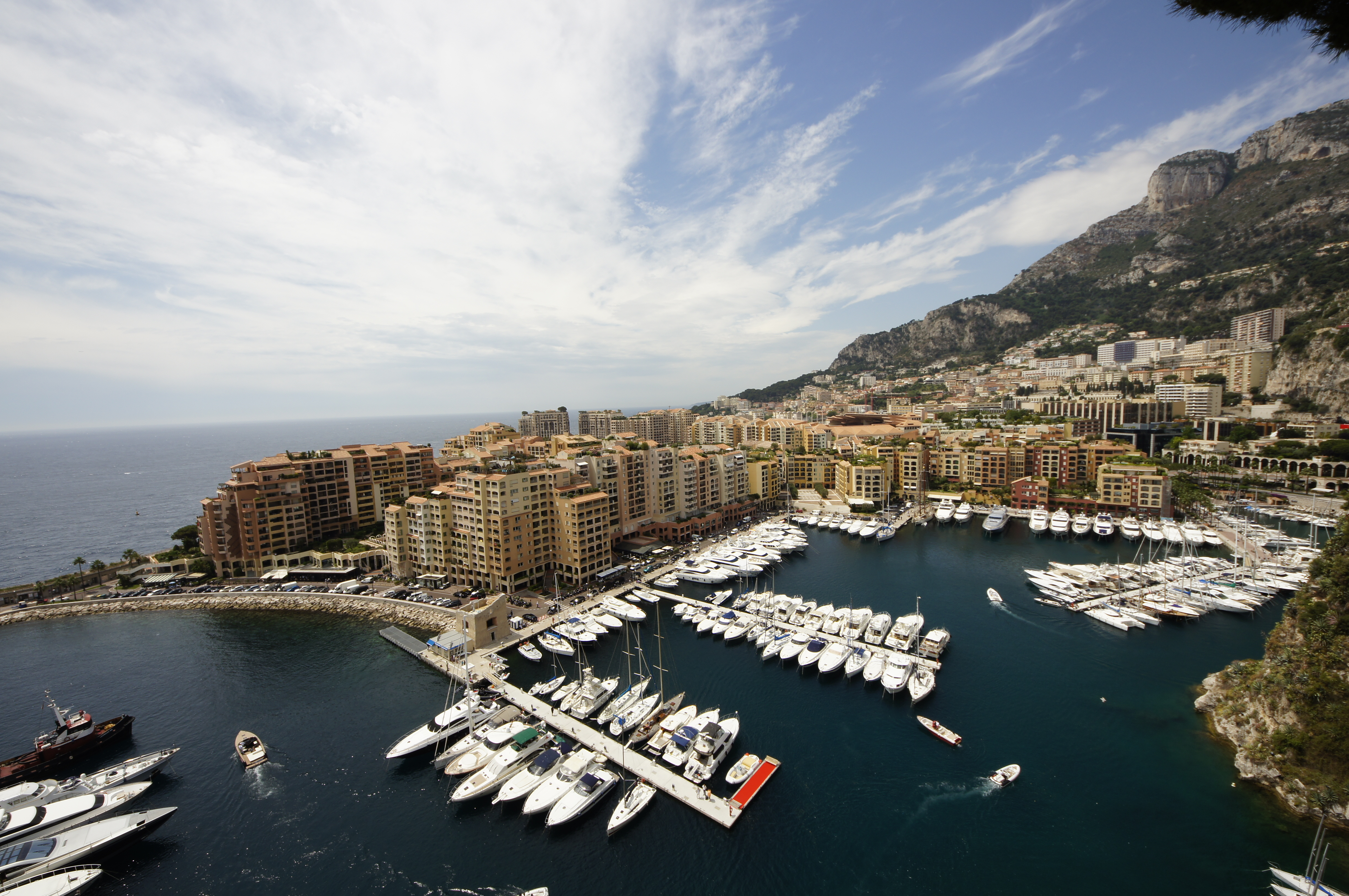
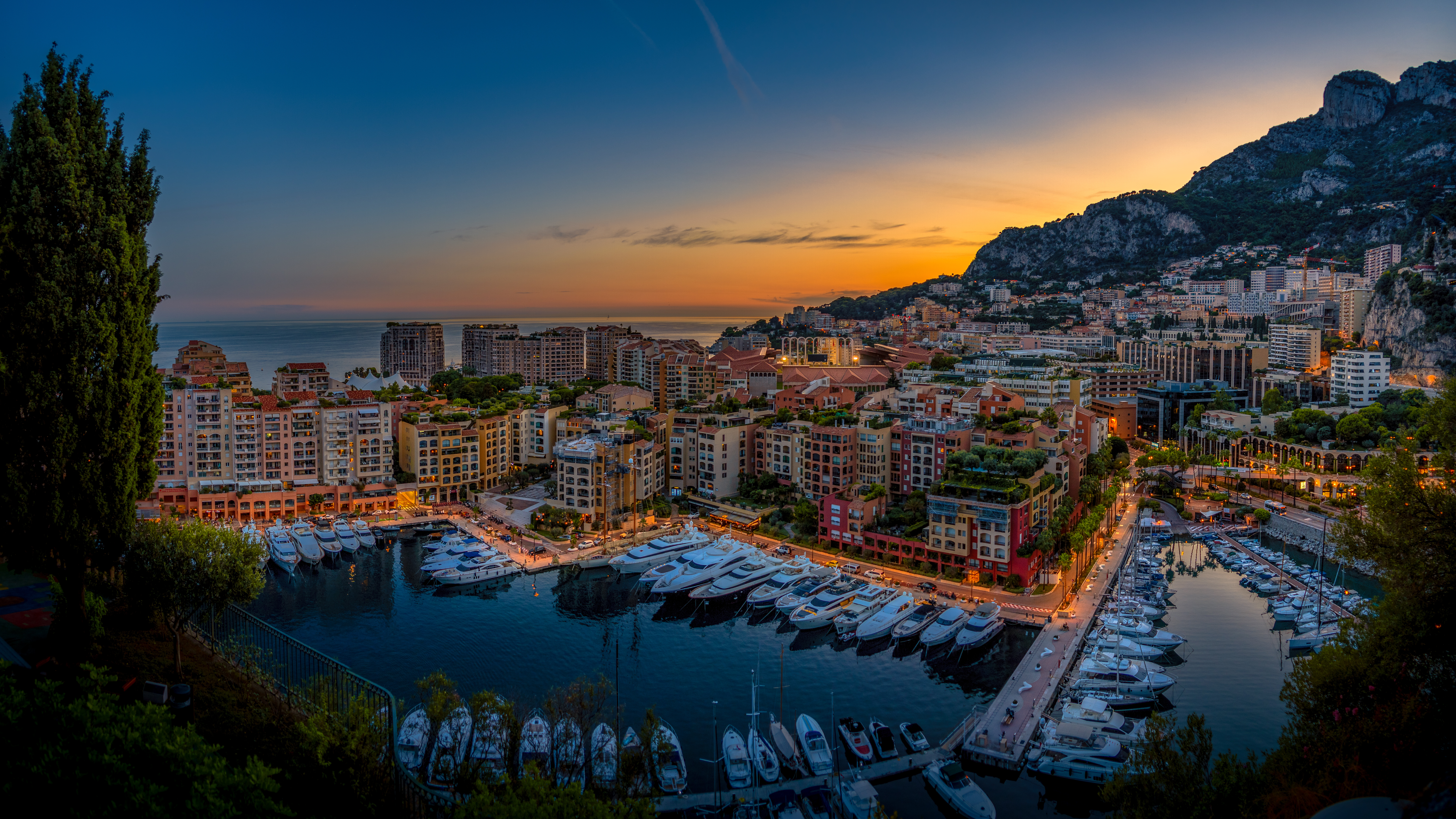